# Nemes János (néprajzkutató)
Nemes János (Nagyenyed, 1914. április 17. – Nagyenyed, 1972. december 7.) erdélyi magyar tanító, tankönyvíró, néprajzkutató.

## Életútja
A Bethlen Gábor Kollégiumban tanítói oklevelet szerzett, 1938-tól az intézet gyakorló elemi iskolájának mintatanítója, 1949-től hegedűtanár, az intézet aligazgatója. Mintegy 200 népdalt és diákdalt gyűjtött és kottázott.
Erdélyi Gyula tanítóképző intézeti tanárral közösen adta ki Betűerdő című ábécéskönyvét egy hozzá tartozó Vezérkönyv használati utasításaival, és az elemi iskolai tantárgyak előadásainak módszertanát A nevelő tanítása címmel (Nagyenyed, 1941), hatékonyan támogatva Dél-Erdélyben az anyanyelvoktatást a bécsi döntés után.